# Brösarp
Brösarp – miejscowość (tätort) w Szwecji, w regionie administracyjnym (län) Skania, w gminie Tomelilla.
Według danych Szwedzkiego Urzędu Statystycznego liczba ludności wyniosła: 719 (31 grudnia 2015), 734 (31 grudnia 2018) i 732 (31 grudnia 2019).